# Campionat de Catalunya de futbol 1930-1931
La temporada 1930-31 del Campionat de Catalunya de futbol fou la trenta-dosena edició de la competició. Fou disputada la temporada 1930-31 pels principals clubs de futbol de Catalunya.

## Primera Categoria

### Classificació final
| Pos | Equip            | PJ | PG | PE | PP | GF | GC | DG  | Pts | Classificació |
| --- | ---------------- | -- | -- | -- | -- | -- | -- | --- | --- | ------------- |
| 1   | FC Barcelona (C) | 10 | 8  | 1  | 1  | 34 | 10 | +24 | 17  | Campió        |
| 2   | CE Sabadell      | 10 | 5  | 2  | 3  | 18 | 15 | +3  | 12  |               |
| 3   | FC Badalona      | 10 | 5  | 1  | 4  | 19 | 14 | +5  | 11  |               |
| 4   | CE Europa        | 10 | 4  | 2  | 4  | 15 | 15 | 0   | 10  | (Nota)        |
| 5   | RCD Espanyol     | 10 | 3  | 2  | 5  | 21 | 26 | −5  | 8   |               |
| 6   | CE Júpiter (O)   | 10 | 0  | 2  | 8  | 11 | 38 | −27 | 2   | Promoció      |

El FC Barcelona es proclamà campió de Catalunya. Aquesta temporada no hi va haver descensos, ja que s'amplià la categoria a 8 equips la temporada següent. Tot i així, la Federació obligà a jugar l'eliminatòria Júpiter-Martinenc, a doble partit i en camps neutrals. Va fer falta un tercer partit de desempat del qual en sortí derrotat el Martinenc, que s'hagué de conformar a disputar el torneig de classificació per tornar a optar a l'ascens.
| CE Júpiter       | 4 - 3 | FC Martinenc               |
| ---------------- | ----- | -------------------------- |
| Climent · Parera |       | Pujals · Fandós · Tonijuan |

 Camp del RCD Espanyol, Barcelona
| FC Martinenc   | 3 - 2 | CE Júpiter        |
| -------------- | ----- | ----------------- |
| Pujals · Casas |       | Barceló · Climent |

 Camp del CE Europa, Barcelona
| CE Júpiter    | 4 - 3 (prò.) | FC Martinenc     |
| ------------- | ------------ | ---------------- |
| Parera · Guix |              | Tonijuan · Casas |

 Camp del RCD Espanyol, Barcelona

### Resultats finals
- Campió de Catalunya: FC Barcelona
- Classificats per Campionat d'Espanya: FC Barcelona, CE Sabadell FC i FC Badalona
- Descensos: Cap (s'amplià la categoria)
- Ascensos: FC Martinenc i FC Palafrugell

## Segona Categoria
La Segona Categoria Preferent s'amplià aquesta temporada a 15 equips, que s'enfrontaren en un grup únic. El FC Martinenc es proclamà campió.

| Pos | Equip               | PJ | PG | PE | PP | GF | GC | DG  | Pts | Classificació    |
| --- | ------------------- | -- | -- | -- | -- | -- | -- | --- | --- | ---------------- |
| 1   | FC Martinenc (C)    | 28 | 19 | 5  | 4  | 66 | 30 | +36 | 43  | Campió           |
| 2   | FC Palafrugell      | 28 | 15 | 5  | 8  | 59 | 42 | +17 | 35  | Promoció ascens  |
| 3   | Iluro SC            | 28 | 16 | 3  | 9  | 70 | 36 | +34 | 35  | Promoció ascens  |
| 4   | Atlètic de Sabadell | 28 | 14 | 5  | 9  | 55 | 44 | +11 | 33  | Promoció ascens  |
| 5   | Gràcia FC           | 28 | 12 | 9  | 7  | 50 | 38 | +12 | 33  | Promoció ascens  |
| 6   | UE Sants            | 28 | 13 | 7  | 8  | 43 | 27 | +16 | 33  | Promoció ascens  |
| 7   | FC Santboià         | 28 | 15 | 3  | 10 | 49 | 45 | +4  | 33  | Copa Macià       |
| 8   | UE Sant Andreu      | 28 | 15 | 3  | 10 | 65 | 35 | +30 | 33  | Copa Macià       |
| 9   | Granollers SC       | 28 | 14 | 3  | 11 | 49 | 44 | +5  | 31  | Copa Macià       |
| 10  | FC Vilafranca       | 28 | 12 | 2  | 14 | 56 | 53 | +3  | 26  | Copa Macià       |
| 11  | FC Terrassa         | 28 | 9  | 3  | 16 | 36 | 58 | −22 | 21  | Copa Macià       |
| 12  | CE Manresa          | 28 | 7  | 7  | 14 | 41 | 65 | −24 | 21  | Copa Macià       |
| 13  | Club Gimnàstic      | 28 | 7  | 6  | 15 | 32 | 64 | −32 | 20  | Copa Macià       |
| 14  | UA Horta (O)        | 28 | 6  | 6  | 16 | 31 | 55 | −24 | 18  | Promoció descens |
| 15  | Alumnes Obrers (O)  | 28 | 1  | 3  | 24 | 30 | 96 | −66 | 5   | Promoció descens |

Els 6 primers classificats disputaren la fase de promoció per a dues places a la màxima categoria. Els dos darrers la de descens.

| Pos | Equip                 | PJ | PG | PE | PP | GF | GC | DG  | Pts | Classificació |
| --- | --------------------- | -- | -- | -- | -- | -- | -- | --- | --- | ------------- |
| 1   | FC Palafrugell (O, P) | 10 | 7  | 2  | 1  | 39 | 11 | +28 | 16  | Ascens a 1a   |
| 2   | FC Martinenc (O, P)   | 10 | 6  | 1  | 3  | 21 | 11 | +10 | 13  | Ascens a 1a   |
| 3   | Iluro SC              | 10 | 6  | 0  | 4  | 21 | 15 | +6  | 12  |               |
| 4   | UE Sants              | 10 | 4  | 2  | 4  | 15 | 13 | +2  | 10  |               |
| 5   | Gràcia FC             | 10 | 1  | 3  | 6  | 12 | 29 | −17 | 5   | (Nota)        |
| 6   | Atlètic de Sabadell   | 10 | 2  | 0  | 8  | 10 | 39 | −29 | 4   |               |

El FC Palafrugell i el FC Martinenc assoliren l'ascens a la Primera Categoria.

## Tercera Categoria
La tercera categoria del Campionat de Catalunya de futbol (anomenada de Segona Categoria Ordinària) estigué formada per 21 equips dividits en quatre grups:
- Grup A: Catalunya de Les Corts SC, US Poble Nou, US Atlètic Fortpienc, Atlètic Club del Turó, FC Artiguenc i Girona FC.
- Grup B: FC Güell, FC Santfeliuenc, CD Torrasenc, CD Barcanona i UE Poble Sec.
- Grup C: Vic FC, FC Ripollet, Mollet SC, FC Argentona i Sant Cugat Sport FC.
- Grup D: Reus Deportiu, CD Noia, UE Vilafranca, FC Tarragona i Ateneu Igualadí.

Els quatre campions de grup foren el Girona FC, el FC Güell de la Colònia Güell, el FC Ripollet i el Reus Deportiu. Aquests s'enfrontaren en una lligueta de la qual el FC Ripollet en resultà campió, proclamant-se campió de Catalunya de tercera categoria (dita de segona).
Els dos darrers classificats a la segona preferent (UA d'Horta i Alumnes Obrers) i els quatre campions de grup de segona ordinària (Girona FC, FC Güell, FC Ripollet i Reus Deportiu) disputaren la lliga de promoció a Segona Categoria Preferent.
La classificació final fou encapçalada pel Ripollet, seguit d'Horta, Girona, Reus i Güell. L'Alumnes Obrers es retirà de la competició. Finalment tots sis equips assoliren plaça a la segona categoria preferent, per l'ampliació de les dues màximes categories del futbol català.
D'altra banda, es disputà la Lliga Amateur o Campionat de Catalunya Amateur. Va ser dividida en diversos grups, quatre de Barcelona, un de Tarragona, un de Girona i un de Lleida.
Els campions provincials foren: FC Popular d'Arenys de Mar, FC Palamós, Tàrrega SC i Joventut Deportiva Flix. A la final arribaren Palamós i Tàrrega.
| FC Palamós | 1 - 1 | Tàrrega SC |
| ---------- | ----- | ---------- |
|            |       |            |

 Camp de Les Corts, Barcelona        
| FC Palamós | 3 - 1 | Tàrrega SC |
| ---------- | ----- | ---------- |
|            |       |            |

 Camp de Les Corts, Barcelona        
El FC Palamós es proclamà campió de Catalunya amateur.